# Pholcus gui
Pholcus gui is een spinnensoort uit de familie trilspinnen (Pholcidae). De soort komt voor in China.